# علي أباد (دشتابي الغربي)
علي أباد (بالفارسية: علی‌آباد) هي قرية تقع في إيران في قسم دشتابي الغربي الريفي. يقدر عدد سكانها بـ 352 نسمة .